# Навутока (футбольний клуб)
Футбольний клуб «Навутока» (англ. Navutoka Football Club) — тонганський футбольний клуб з міста Нукуалофа, який виступає у Вищій лізі Тонги, найвищому рівні футбольних змагань Тонги.

## Історія
Перші дані про те, що «Навутока» грала у системі футбольних ліг Тонги, відносяться до 1975 року. У цьому сезоні клуб посів друге місце з 8 учасників. Знову в загаьнонаціональних змаганнях клуб з'явився не раніше сезону 1983 року. З цього часу «Навутока» стала постійним учасником Вищої ліги Тонги. У 1989 і 1994 роках клуб виграв чемпіонат країни. Перемога 1994 року стала до 2008 року останньою перемогою іншого клубу, крім «Лотоха'апаї Юнайтед», які з 1998 по 2008 рік виграли всі чемпіонати країни. «Навутока» ніколи не грала в клубному чемпіонаті Океанії, тому що в ті роки, коли вони стали чемпіонами, змагання не проводилися.

## Титули і досягнення
- Чемпіон Тонги (2): 1989, 1994